# 오라일리 미디어

오라일리 로고.

오라일리 미디어(O'Reilly Media, 과거명: O'Reilly & Associates)는 팀 오라일리가 설립한 미국의 출판사이다. 주로 컴퓨터 프로그래밍과 관련된 서적의 출판으로 세계적으로 이름이 높다. 특히 오라일리에서 출판된 책은 특이하게도 다양한 동물의 목각 세밀화를 표지로 하고 있어 출판사의 트래이드 마크가 되었다.
오라일리 미디어는 출판뿐만 아니라 매해 오픈 소스 공동체를 위한 콘퍼런스를 열고, 온라인 서비스를 제공하고 있으며, 또한 오라일리 네트워크는 특정 시스템이나 언어 사용자들의 흥미를 끄는 기사들을 "ONJava.com", "Perl.com", "MacDevCenter"등을 통해 공개한다.
오라일리는 28년을 최장 저작권 기한으로 삼는 원칙을 유지하고 있으며, 현재의 저작권 독점을 가능케 하는 미국의 저작권법보다 훨씬 짧은 것이다.
오라일리가 내놓은 책 중에 잘 알려진 것으로는 다음과 같은 것이 있다.
- 《성당과 시장》 The Cathedral and the Bazaar (ISBN 1-56592-724-9) (Given enough eyeballs, all bugs are shallow)
- Creating Applications With Mozilla (ISBN 0-596-00052-9)
- Google Hacks (ISBN 0-596-00447-8)
- Mastering Regular Expressions (ISBN 0-596-00289-0)
- Practical PostgreSQL (ISBN 1-56592-846-6)
- Running Linux (ISBN 0-596-00272-6)
- Programming Perl (camel book)
- Learning Perl (llama book)

컴퓨터 관련 서적 이외에 오라일리는 여행과 건강 시리즈도 출판하고 있다.
오라일리의 "사파리 서가" (safari bookshelf)에는 천종이 넘는 기술서적이 올려져 있어 전문의 인터넷을 통한 미리보기와 구독이 가능하다. 사파리 서가에는 어도비 프레스, 알파 북스, 시스코 프레스, Financial Times Prentice Hall, 마이크로소프트 프레스, 뉴 라이더스 퍼블리싱, 오라일리, Peachpit Press, Prentice Hall, Prentice Hall PTR, Que, 샘스 퍼블리싱의 책들이 망라되어 있다.